# George Peppard
George Peppard, (Detroit, Michigan, 1 d'octubre de 1928 - Los Angeles, Califòrnia, 8 de maig de 1994) va ser un actor de cinema i de televisió estatunidenc.

## Biografia

### Primers anys
La seva mare va ser cantant d'òpera i el seu pare constructor. Després d'acabar el col·legi Peppard va realitzar el servei militar en l'artilleria naval. Primer va estudiar enginyeria civil, tot realitzant alhora tota mena de feines, des de taxista, disc-jockey i empleat de banca fins a mecànic de motos. A continuació es va matricular a la universitat de Carnegie Mellon, on va estudiar Belles Arts. Per aquesta època va morir el seu pare, deixant un projecte de construcció inacabat. El jove Peppard el va reprendre i el va finalitzar.
Després dels seus estudis universitaris, Peppard va decidir ser actor i va voler preparar-s'hi, sense confiar en el seu atractiu físic per a tenir èxit. Va estudiar en el prestigiós Actors Studio de Nova York. Acabada la seva formació va començar a treballar en pel·lícules de televisió i en el teatre, fins i tot a Broadway. La seva primera pel·lícula per al cinema la va fer el 1957, en la qual repetia un paper que ja havia interpretat a Broadway.

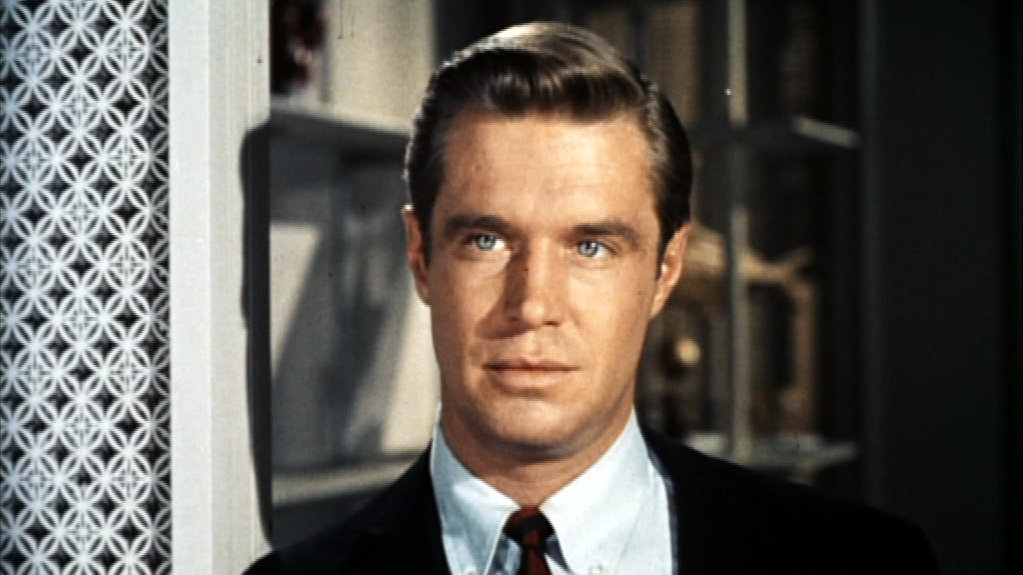
George Peppard a Esmorzar amb diamants

### Carrera artística
La seva popularitat va anar en augment en les següents pel·lícules, sobretot quan va intervenir en Esmorzar amb diamants, amb Audrey Hepburn. Les següents pel·lícules també van tenir èxit, especialment The Carpetbaggers, coprotagonitzada per Alan Ladd. Després va començar a estar menys sol·licitat pels productors i els estudis, de manera que va haver d'intervenir en pel·lícules de menor interès.
La sèrie de televisió Banacek, que es va realitzar entre 1972 i 1973, el va convertir per un temps de nou en un actor admirat, però la seva carrera cinematogràfica va continuar sent decadent. El 1978 va debutar a la direcció amb Five Days from Home, pel·lícula que va tenir una bona acollida. No obstant això, Peppard no es va mostrar interessat a repetir l'experiència i es va dedicar principalment a la interpretació de pel·lícules i sèries de televisió. Entre 1983 i 1987 va aconseguir un èxit internacional considerable amb la sèrie The A-Team, en el paper d'Hannibal.

### Vida privada
Peppard va estar casat en cinc ocasions. La seva segona esposa va ser l'actriu Elizabeth Ashley, amb la qual havia protagonitzat la pel·lícula The Carpetbaggers. Es va casar per última vegada dos anys abans de la seva defunció. Va tenir tres fills, dos del seu primer matrimoni i un del segon. En els últims anys de la seva vida va emmalaltir de càncer de pulmó, que no el feu retirar-se del món del cinema i de la televisió. Va morir a Los Angeles de les complicacions sorgides pel tractament de la seva malaltia.

## Filmografia
- The Strange One (1957)
- Pork Chop Hill (1959)
- The Subterraneans (1960)
- Amb ell va arribar l'escàndol (Home from the Hill) (1960)
- Esmorzar amb diamants (1961)
- La conquesta de l'Oest (1962)
- The Victors (1963)
- The Carpetbaggers (1964)
- El tercer dia (The Third Day) (1965)
- Operació Crossbow (Operation Crossbow) (1965)
- The Blue Max (1966)
- Rough Night in Jericho (1967)
- Tobruk (1967)
- House of Cards (1968)
- Què hi ha de dolent a ser feliç? (What's So Bad About Feeling Good?) (1968)
- P.J. (1968)
- El pèndol (Pendulum) (1969)
- Cannon for Cordoba (1970)
- L'executor (The Executioner) (1970)
- One More Train to Rob (1971)
- La conspiració Groundstar (The Groundstar Conspiracy) (1972)
- Newman's Law (1974)
- Doctors' Hospital (1975-76)
- Damnation Alley (1977)
- From Hell to Victory (1979)
- Five Days from Home (1979)
- Battle Beyond the Stars (1980)
- Race for the Yankee Zephyr (1981)
- Experiència mortal (Your Ticket Is No Longer Valid) (1981)
- Hit Man (1982)
- The A-Team (1983-1987)
- Ultra Warrior (1990)
- The Tigress (1992)